# Huntik Magazine
Huntik Magazine è una serie di fumetti basata su Huntik - Secrets & Seekers. È stata pubblicata mensilmente in Italia e in Europa da Tridimensional Srl e Kappa Edizioni, a partire da marzo 2009 e terminando a febbraio 2012. In totale, sono stati pubblicati 18 numeri, nonostante un 19° numero fosse pronto per la pubblicazione e un 20° fosse stato disegnato a matita.
Ogni numero consisteva in una nuova storia a fumetti, accompagnata da profili di personaggi, articoli su uno specifico tipo di Titano, schede informative su leggende della vita reale e luoghi storici in una sezione Luogo del Mistero e diversi poster o regali esclusivi. Permetteva inoltre ai lettori di inviare le proprie idee sui Titani, a cui gli artisti avrebbero disegnato la loro idea, che sarebbe poi stata mostrata nella sezione I tuoi Titani.
| Nº | Titolo italiano                  | Prima TV Italia |
| -- | -------------------------------- | --------------- |
| 1  | La scuola del mistero            | Marzo 2009      |
| 2  | Il titano della foresta          | Aprile 2009     |
| 3  | Il fuoco di Georgiopolis         | Maggio 2009     |
| 4  | I tesori di Alessandria          | Giugno 2009     |
| 5  | Il carnevale degli inganni       | Luglio 2009     |
| 6  | L'isola del titano               | Agosto 2009     |
| 7  | Il cavaliere senza testa         | Settembre 2009  |
| 8  | La maledizione di Venezia        | Novembre 2009   |
| 9  | Grand Dragon Leviathan           | Febbraio 2010   |
| 10 | Missione a Skara Brae            | Aprile 2010     |
| 11 | I cercatori di Ys                | Giugno 2010     |
| 12 | La città perduta dei Casterwill  | Settembre 2010  |
| 13 | Il segreto dell'Olandese Volante | Novembre 2010   |
| 14 | Cerberus                         | Gennaio 2011    |
| 15 | Il titano del palcoscenico       | Marzo 2011      |
| 16 | I tori di Pamplona               | Agosto 2011     |
| 17 | Il potere di Kronos              | Novembre 2011   |
| 18 | Il guardiano di Yonaguni         | Febbraio 2012   |
| 19 | Il mistero dello Shadowing       | Inedito         |